# Liste der Baudenkmäler in Kollnburg
Auf dieser Seite sind die Baudenkmäler in der niederbayerischen Gemeinde Kollnburg zusammengestellt. Diese Tabelle ist eine Teilliste der Liste der Baudenkmäler in Bayern. Grundlage ist die Bayerische Denkmalliste, die auf Basis des Bayerischen Denkmalschutzgesetzes vom 1. Oktober 1973 erstmals erstellt wurde und seither durch das Bayerische Landesamt für Denkmalpflege geführt wird. Die folgenden Angaben ersetzen nicht die rechtsverbindliche Auskunft der Denkmalschutzbehörde.
 Die Liste gibt den Fortschreibungsstand vom 27. September 2017 wieder und umfasst 74 Baudenkmäler.

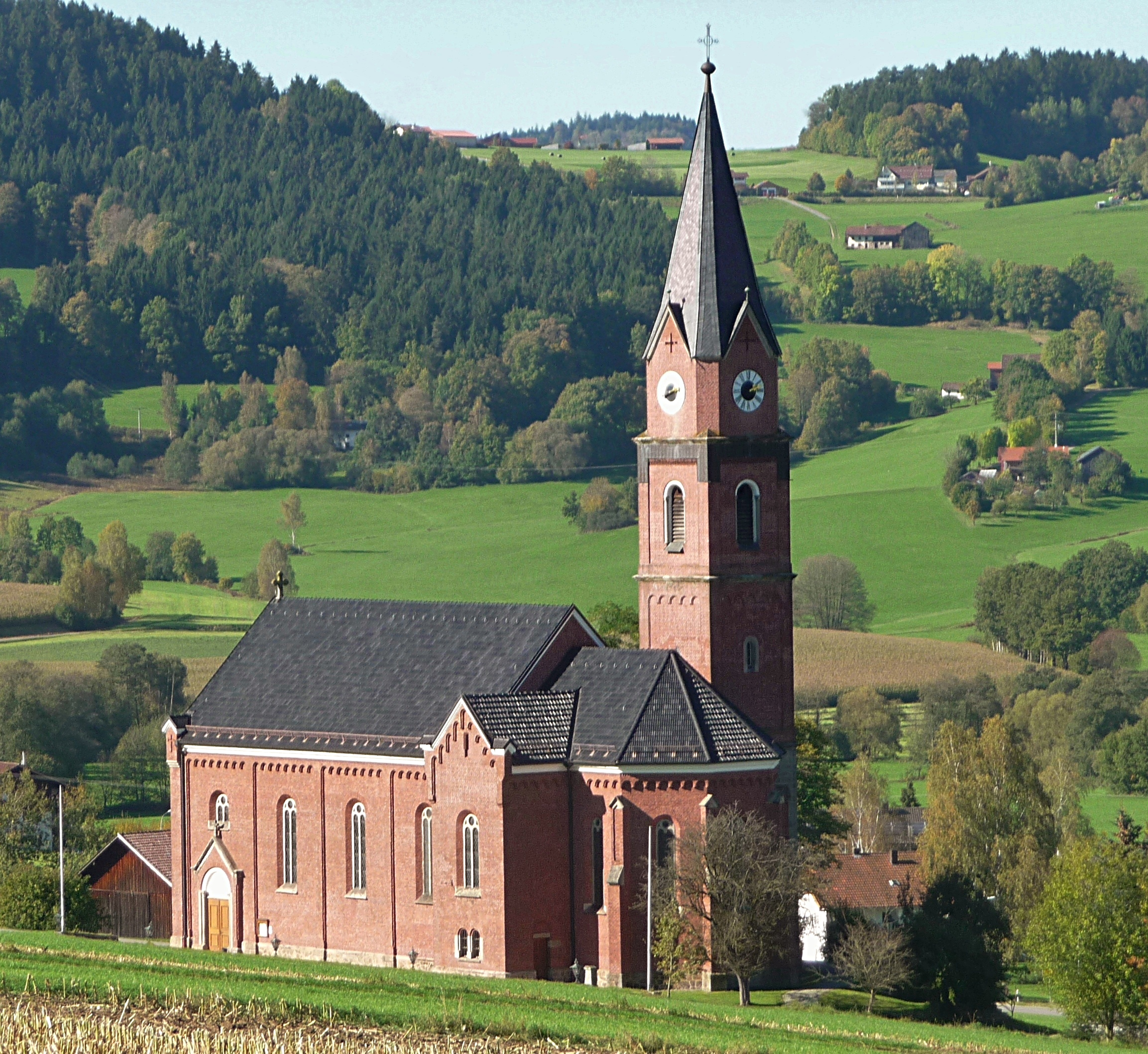
St. Magdalena in Kirchaitnach

## Baudenkmäler nach Ortsteilen

### Kollnburg
| Lage                                                  | Objekt                                         | Beschreibung | Akten-Nr.    | Bild                  |
| ----------------------------------------------------- | ---------------------------------------------- | --- | ------------ | --------------------- |
| Burgstraße 3 (Standort)                               | Ehemaliges Bauernhaus                          | Zweigeschossiger Flachsatteldachbau mit Giebelschrot, Obergeschoss verschindelter Blockbau, Ende 18. Jahrhundert. | D-2-76-128-3 | Ehemaliges Bauernhaus |
| Burgstraße 12 (Standort)                              | Katholische Pfarrkirche Heilige Dreifaltigkeit | Saalkirche mit Steildach und eingezogenem, fünfseitig geschlossenem Chor, Chorturm mit Zwiebelhaube, 1676, erweitert Ende 19. Jahrhundert; mit Ausstattung. | D-2-76-128-1 | weitere Bilder        |
| In Kollnburg; Burgstraße 14; Burgstraße 15 (Standort) | Burgruine Kollnburg                            | 12./13. Jahrhundert, Verfall seit 18. Jahrhundert. Bergfried, Rundturm aus Bruchsteinmauerwerk; sogenannter Rechteckbau, Ruine aus Bruchstein mit Eckquaderungen im Anschluss an den Bergfried; Ringmauer, erhaltene Teile nach Westen und Norden, nach Süden mit spitzbogigem Durchlass, Bruchstein; im Süden turmartiger Bau, aufgegangen in einem zweigeschossigen Flachsatteldachbau; Brunnen, in den Fels gehauener Schacht, Oberteil erneuert. | D-2-76-128-2 | weitere Bilder        |
| Nähe Schreinermühlweg (Standort)                      | Wegkapelle                                     | Kleiner Satteldachbau über rechteckigem Grundriss, erste Hälfte 19. Jahrhundert. | D-2-76-128-5 | Wegkapelle            |

### Allersdorf
| Lage                     | Objekt                                  | Beschreibung | Akten-Nr.     | Bild                              |
| ------------------------ | --------------------------------------- | --- | ------------- | --------------------------------- |
| Allersdorf 1 (Standort)  | Katholische Filialkirche Mater Dolorosa | Saalkirche mit Steildach über rechteckigem Grundriss, Dachreiter mit Spitzhelm, 1907/08; mit Ausstattung.                                                                       | D-2-76-128-6  | weitere Bilder                    |
| Allersdorf 17 (Standort) | Wohnstallhaus eines Hakenhofes          | Zweigeschossiger Flachsatteldachbau, Obergeschoss Blockbau, erstes Viertel 19. Jahrhundert; Backhaus, kleiner Satteldachbau, Bruchstein mit Ziegelergänzungen, 19. Jahrhundert. | D-2-76-128-7  | weitere Bilder                    |
| Allersdorf 41 (Standort) | Kleinbauernhaus                         | Zweigeschossiger Satteldachbau, Blockbau, zum Teil massiv, Mitte 19. Jahrhundert, Dach später.                                                                                  | D-2-76-128-9  | BW                                |
| Allersdorf 55 (Standort) | Wohnstallhaus eines Hakenhofes          | Zweigeschossiger Flachsatteldachbau, verschindelter Blockbau, Mitte 19. Jahrhundert.                                                                                            | D-2-76-128-10 | BW                                |
| Allersdorf 56 (Standort) | Wohnstallhaus eines Vierseithofes       | Zweigeschossiger Flachsatteldachbau mit Kniestock, Blockbau, zum Teil massiv, im Kern erste Hälfte 19. Jahrhundert, Dach später.                                                | D-2-76-128-8  | Wohnstallhaus eines Vierseithofes |

### Altaitnach
| Lage                    | Objekt      | Beschreibung | Akten-Nr.     | Bild |
| ----------------------- | ----------- | --- | ------------- | ---- |
| Altaitnach 1 (Standort) | Gedenkkreuz | Auf Postament mit Inschrift, Granit, neugotisch, 1898; an der Stelle des Hochaltars der früheren Kirche bei Haus Nr. 1. | D-2-76-128-14 | BW   |

### Ayrhof
| Lage                | Objekt                        | Beschreibung | Akten-Nr.      | Bild           |
| ------------------- | ----------------------------- | --- | -------------- | -------------- |
| Ayrhof 1 (Standort) | Felsenkeller                  | Kleiner Flachsatteldachbau, Bruchstein, 19. Jahrhundert; im Inneren tonnengewölbte Stiege mit Zugang zum Keller.                       | D-2-76-128-105 | Felsenkeller   |
| Ayrhof 1 (Standort) | Totenbrettergruppe            | Neugotisch und neubarock, nach 1900.                                                                                                   | D-2-76-128-16  | weitere Bilder |
| Ayrhof 4 (Standort) | Katholische Kapelle Herz Jesu | Steildachbau mit eingezogenem, halbrund geschlossenem Chor, Dachreiter mit Zwiebelhaube, Bruchstein, neubarock, 1913; mit Ausstattung. | D-2-76-128-15  | weitere Bilder |

### Baierweg
| Lage                   | Objekt                        | Beschreibung | Akten-Nr.      | Bild |
| ---------------------- | ----------------------------- | --- | -------------- | ---- |
| Baierweg 11 (Standort) | Waldlerhaus                   | Zweigeschossiger Flachsatteldachbau mit Giebel- und Traufseitschrot, Blockbau, zum Teil massiv, Anfang 19. Jahrhundert; 1981 hierher transferiert und Mauerwerksteile erneuert.                                       | D-2-76-128-101 | BW   |
| Baierweg 13 (Standort) | Wohnstallhaus, östlicher Teil | Zweigeschossiger Flachsatteldachbau mit Kniestock und verschaltem Giebelschrot, Obergeschoss Blockbau, erstes Viertel 19. Jahrhundert; Kruzifix, Holz, farbig gefasst, 17./18. Jahrhundert; am westlichen Hausgiebel. | D-2-76-128-17  | BW   |
| Baierweg 17 (Standort) | Bauerndenkmal                 | Totenmal, vielfiguriges Steindenkmal mit Kreuzigungsgruppe, Stifterfiguren, Pieta, Heiligengruppe, Löwen und Kandelabern, Granit, bezeichnet mit „1869“.                                                              | D-2-76-128-19  | BW   |

### Berging
| Lage                             | Objekt      | Beschreibung | Akten-Nr.      | Bild |
| -------------------------------- | ----------- | --- | -------------- | ---- |
| Berging 4 (Standort)             | Einfirsthof | Zweigeschossiger Flachsatteldachbau, Obergeschoss Blockbau, nach Süden Stall und Stadel, Mitte 19. Jahrhundert, Dach später. | D-2-76-128-58  | BW   |
| Berging 4; in Berging (Standort) | Gedenkkreuz | Bildstockartige Stele mit Gusseisenkruzifix, Granit, neugotisch, viertes Viertel 19. Jahrhundert.                            | D-2-76-128-106 | BW   |

### Bramersberg
| Lage                     | Objekt                          | Beschreibung | Akten-Nr.     | Bild |
| ------------------------ | ------------------------------- | --- | ------------- | ---- |
| Bramersberg 2 (Standort) | Kleinbauernhaus                 | Zweigeschossiger Flachsatteldachbau, Obergeschoss Blockbau, nach Westen Stall, drittes Viertel 19. Jahrhundert.                         | D-2-76-128-20 | BW   |
| Bramersberg 3 (Standort) | Traidkasten eines Vierseithofes | Mächtiger zweigeschossiger Satteldachbau, geständerter Blockbau mit teilverschaltem Umlaufschrot, bezeichnet mit „1837“, im Kern älter. | D-2-76-128-21 | BW   |

### Dörfl
| Lage                | Objekt        | Beschreibung | Akten-Nr.     | Bild |
| ------------------- | ------------- | --- | ------------- | ---- |
| Dörfl 42 (Standort) | Einfirsthof   | Zweigeschossiger Flachsatteldachbau mit Kniestock und Giebelschrot, nach Westen Stall und Stadel, Blockbau, zum Teil massiv, erstes Drittel 19. Jahrhundert. | D-2-76-128-23 | BW   |
| Dörfl 45 (Standort) | Wohnstallhaus | Zweigeschossiger Flachsatteldachbau, Wohnteil Blockbau, Wirtschaftsteil mit massivem Erdgeschoss, spätes 18. Jahrhundert/frühes 19. Jahrhundert, Umbau und Aufstockung, um 1865; quer angebauter Stadel, verbretterte Ständerkonstruktion, zweite Hälfte 19. Jahrhundert. | D-2-76-128-27 | BW   |

### Einweging
| Lage                   | Objekt      | Beschreibung                                                                                              | Akten-Nr.     | Bild           |
| ---------------------- | ----------- | --- | ------------- | -------------- |
| Einweging 2 (Standort) | Ortskapelle | Steildachbau, dreiseitig geschlossen, mit Putzgliederungen und Dachreiter, zweite Hälfte 19. Jahrhundert. | D-2-76-128-28 | weitere Bilder |

### Fellerhof
| Lage                   | Objekt      | Beschreibung                                                                                      | Akten-Nr.     | Bild        |
| ---------------------- | ----------- | ------------------------------------------------------------------------------------------------- | ------------- | ----------- |
| Fellerhof 1 (Standort) | Hauskapelle | Walmdachbau mit Dachüberstand und Dachreiter, halbrund geschlossen, erste Hälfte 19. Jahrhundert. | D-2-76-128-29 | Hauskapelle |

### Grub
| Lage              | Objekt      | Beschreibung | Akten-Nr.     | Bild |
| ----------------- | ----------- | --- | ------------- | ---- |
| Grub 5 (Standort) | Einfirsthof | Zweigeschossiger Flachsatteldachbau mit Kniestock, mit zwei Giebelschroten, Blockbau, nach Norden Remise und Stadel, erste Hälfte 19. Jahrhundert. | D-2-76-128-30 | BW   |

### Gsteinach
| Lage                   | Objekt      | Beschreibung                                                                                        | Akten-Nr.      | Bild |
| ---------------------- | ----------- | --------------------------------------------------------------------------------------------------- | -------------- | ---- |
| Gsteinach 4 (Standort) | Einfirsthof | Zweigeschossiger Flachsatteldachbau mit Giebelschrot, Obergeschoss Blockbau, Mitte 19. Jahrhundert. | D-2-76-128-102 | BW   |

### Händlern
| Lage                                                                  | Objekt     | Beschreibung                 | Akten-Nr.     | Bild |
| --------------------------------------------------------------------- | ---------- | ---------------------------- | ------------- | ---- |
| Von Händlern nach Racklern; von Winklern nach Kirchaitnach (Standort) | Steinkreuz | Granit, 16./17. Jahrhundert. | D-2-76-128-33 | BW   |

### Hartmannsberg
| Lage                                           | Objekt     | Beschreibung | Akten-Nr.     | Bild |
| ---------------------------------------------- | ---------- | --- | ------------- | ---- |
| Hartmannsberg 1; Flur Hartmannsberg (Standort) | Hofkapelle | Kleiner Satteldachbau, halbrund geschlossen, 19. Jahrhundert; mit Ausstattung; Gedenkkreuz, obeliskartige Stele mit Gusseisenkruzifix, Granit, bezeichnet mit „1888“. | D-2-76-128-34 | BW   |

### Hinterberg
| Lage                     | Objekt      | Beschreibung | Akten-Nr.     | Bild |
| ------------------------ | ----------- | --- | ------------- | ---- |
| Hinterberg 14 (Standort) | Einfirsthof | Zweigeschossiger Satteldachbau über S-förmigem Grundriss, nach Westen Stall und Stadel, Obergeschoss Blockbau, drittes Viertel 19. Jahrhundert. | D-2-76-128-32 | BW   |

### Hinterviechtach
| Lage                                            | Objekt                                 | Beschreibung | Akten-Nr.      | Bild |
| ----------------------------------------------- | -------------------------------------- | --- | -------------- | ---- |
| Hinterviechtach 1 1/2 ()                        | Wohnstallhaus, ehemaliges Austragshaus | zweigeschossiger, teilweise verschalter Satteldachbau, um 1900; Backhaus, kleiner Satteldachbau, Granitstein und verschalte Holzkonstruktion, frühes 20. Jh.                                                            | D-2-76-128-111 |      |
| Hinterviechtach 2; Hinterviechtach 1 (Standort) | Ehemalige Sägmühle                     | Hauptbau, zweigeschossiger Flachsatteldachbau mit Umlaufschrot, Obergeschoss Blockbau, erste Hälfte 19. Jahrhundert; Gedenkkreuz, schlanke, bildstockartige Stele mit Gusseisenkruzifix, Granit, bezeichnet mit „1894“. | D-2-76-128-36  | BW   |

### Hochstraß
| Lage                                 | Objekt      | Beschreibung | Akten-Nr.     | Bild |
| ------------------------------------ | ----------- | --- | ------------- | ---- |
| Hochstraß 6; in Hochstraß (Standort) | Einfirsthof | Zweigeschossiger Flachsatteldachbau, Obergeschoss verputzter Blockbau, nach Westen Stall und Stadel, im Kern 18./Anfang 19. Jahrhundert; Hofkapelle, kleiner kubusartiger Walmdachbau, Holzständerwerk mit Verschindelung, erste Hälfte 19. Jahrhundert; mit Ausstattung; Nebengebäude, eingeschossiger Steildachbau, Bruchstein, giebelseitig verputzt, 19. Jahrhundert. | D-2-76-128-37 | BW   |

### Hof
| Lage             | Objekt                          | Beschreibung | Akten-Nr.     | Bild |
| ---------------- | ------------------------------- | --- | ------------- | ---- |
| Hof 1 (Standort) | Traidkasten eines Dreiseithofes | Eineinhalbgeschossiger Flachsatteldachbau mit verschaltem Trauf- und Giebelschrot, Blockbau über Bruchstein-Erdgeschoss, 18./19. Jahrhundert. | D-2-76-128-39 | BW   |
| Hof 2 (Standort) | Ortskapelle                     | Satteldachbau mit Dachüberstand über rechteckigem Grundriss, 19. Jahrhundert.                                                                 | D-2-76-128-38 | BW   |
| Hof 2 (Standort) | Traidkasten                     | Eineinhalbgeschossiger Satteldachbau mit Trauf- und Giebelschrot, Blockbau, 18./19. Jahrhundert, Dach aufgesteilt.                            | D-2-76-128-40 | BW   |

### Holzapflern
| Lage                     | Objekt          | Beschreibung | Akten-Nr.     | Bild |
| ------------------------ | --------------- | --- | ------------- | ---- |
| Holzapflern 1 (Standort) | Kleinbauernhaus | Zweigeschossiger Flachsatteldachbau, Blockbau, nach Westen Stallstadel, im Kern erste Hälfte 19. Jahrhundert, Obergeschoss erneuert. | D-2-76-128-41 | BW   |
| Holzapflern 4 (Standort) | Kleinhaus       | Zweigeschossiger Flachsatteldachbau mit Giebelschrot, Blockbau, zum Teil massiv, im Kern erste Hälfte 19. Jahrhundert, Dach später.  | D-2-76-128-42 | BW   |

### Hornhof
| Lage                 | Objekt                                       | Beschreibung | Akten-Nr.     | Bild |
| -------------------- | -------------------------------------------- | --- | ------------- | ---- |
| Hornhof 1 (Standort) | Wohnstallhaus eines ehemaligen Dreiseithofes | Zweigeschossiger Flachsatteldachbau mit Trauf- und doppeltem Giebelschrot mit geschnitzten Stangen, Giebel Blockbau, erstes Viertel 19. Jahrhundert. | D-2-76-128-43 | BW   |
| Hornhof 2 (Standort) | Ausnahmhaus                                  | Zweigeschossiger Flachsatteldachbau, Obergeschoss Blockbau, erstes Viertel 19. Jahrhundert, Dach später.                                             | D-2-76-128-44 | BW   |

### Karglhof
| Lage                  | Objekt                                     | Beschreibung | Akten-Nr.     | Bild |
| --------------------- | ------------------------------------------ | --- | ------------- | ---- |
| Karglhof 2 (Standort) | Traidkasten eines ehemaligen Dreiseithofes | Zweigeschossiger Flachsatteldachbau mit Traufschrot, geständerter Blockbau, Mitte 18. Jahrhundert. (abgerissen 2023) | D-2-76-128-48 | BW   |

### Kirchaitnach
| Lage                       | Objekt                                | Beschreibung | Akten-Nr.     | Bild           |
| -------------------------- | ------------------------------------- | --- | ------------- | -------------- |
| Kirchaitnach 16 (Standort) | Ausnahmhaus                           | Zweigeschossiger Flachsatteldachbau, Obergeschoss Blockbau, zum Teil verschindelt, nach Norden Stallstadel, Mitte 19. Jahrhundert.         | D-2-76-128-50 | Ausnahmhaus    |
| Kirchaitnach 25 (Standort) | Katholische Pfarrkirche St. Magdalena | Saalkirche mit Satteldach und eingezogenem, fünfseitig geschlossenem Chor, Flankenturm mit Spitzhelm, neuromanisch, 1885; mit Ausstattung. | D-2-76-128-49 | weitere Bilder |

### Lehen
| Lage                                          | Objekt      | Beschreibung | Akten-Nr.      | Bild |
| --------------------------------------------- | ----------- | --- | -------------- | ---- |
| Rechertsried 18; Rechertsried 18 a (Standort) | Dreiseithof | Wohnstallhaus, zweigeschossiger Bau mit einhüftigem Satteldach, Blockbau, zum Teil massiv, nach Westen Stallteil, erstes Viertel 19. Jahrhundert, 1957 aufgestockt und erweitert; Traidkasten mit Remise, zweigeschossiger einhüftiger Flachsatteldachbau mit Giebelschrot, geständerter Blockbau, bezeichnet mit „1820“; Erdkeller, hufeisenförmiges Tonnengewölbe, Bruchstein, mit Flachsatteldach abgeschlossen, 19. Jahrhundert; Backhaus, kleiner Flachsatteldachbau, 19. Jahrhundert. | D-2-76-128-103 | BW   |

### Mittergrößling
| Lage                        | Objekt                                     | Beschreibung | Akten-Nr.     | Bild |
| --------------------------- | ------------------------------------------ | --- | ------------- | ---- |
| Mittergrößling 1 (Standort) | Traidkasten eines ehemaligen Dreiseithofes | Zweigeschossiger Flachsatteldachbau mit verschaltem Giebelschrot, geständerter Blockbau, erste Hälfte 19. Jahrhundert. | D-2-76-128-55 | BW   |

### Neidling
| Lage                  | Objekt      | Beschreibung | Akten-Nr.     | Bild        |
| --------------------- | ----------- | --- | ------------- | ----------- |
| Neidling 2 (Standort) | Ausnahmhaus | Zweigeschossiger Flachsatteldachbau mit Kniestock, Obergeschoss Blockbau, nach Norden Stall und Stadel, erste Hälfte 19. Jahrhundert, Portal bezeichnet mit „1928“. | D-2-76-128-57 | Ausnahmhaus |

### Oberhofen
| Lage                       | Objekt      | Beschreibung                                                                                     | Akten-Nr.     | Bild |
| -------------------------- | ----------- | ------------------------------------------------------------------------------------------------ | ------------- | ---- |
| Oberhofen 1 1/2 (Standort) | Ausnahmhaus | Zweigeschossiger Flachsatteldachbau, Blockbau, zum Teil massiv, zweites Viertel 19. Jahrhundert. | D-2-76-128-60 | BW   |

### Ramersdorf
| Lage                    | Objekt      | Beschreibung | Akten-Nr.     | Bild |
| ----------------------- | ----------- | --- | ------------- | ---- |
| Ramersdorf 6 (Standort) | Ausnahmhaus | Eingeschossiger Flachsatteldachbau mit Kniestock und Giebelschrot, Oberteil Blockbau, erste Hälfte 19. Jahrhundert; an der südöstlichen Hausecke Totenbretter, 20. Jahrhundert. | D-2-76-128-65 | BW   |
| Stadlfeld (Standort)    | Wegkapelle  | Steildachbau mit wenig eingezogenem, halbrund geschlossenem Chor, bezeichnet mit „1859“; mit Ausstattung, im Vorraum Totenbretter, zweite Hälfte 19. Jahrhundert.               | D-2-76-128-67 | BW   |

### Rechertsried
| Lage                       | Objekt      | Beschreibung | Akten-Nr.      | Bild           |
| -------------------------- | ----------- | --- | -------------- | -------------- |
| Rechertsried 6 (Standort)  | Hofanlage   | Erste Hälfte 19. Jahrhundert. Wohnstallhaus, zweigeschossiger Flachsatteldachbau, Obergeschoss Blockbau, zum Teil verschalt; nach Norden Stadel, Flachsatteldachbau, verbrettertes Holzständerwerk; nach Südwesten Ausnahmhaus, zweigeschossiger Flachsatteldachbau, Blockbau, zum Teil massiv. | D-2-76-128-69  | weitere Bilder |
| Rechertsried 14 (Standort) | Waldlerhaus | Eingeschossiger Flachsatteldachbau mit Kniestock, verschalter Giebelschrot, Blockbau, zum Teil massiv, nach Norden Stadel, im Kern 18. Jahrhundert. | D-2-76-128-71  | Waldlerhaus    |
| Rechertsried 54 ()         | Traidkasten | aufgeständerter Blockbau mit flach geneigtem Satteldach, 1. Hälfte 19. Jh. | D-2-76-128-110 |                |

### Sattel
| Lage                | Objekt      | Beschreibung | Akten-Nr.     | Bild |
| ------------------- | ----------- | --- | ------------- | ---- |
| Sattel 1 (Standort) | Einfirsthof | Wohnstallhaus, zweigeschossiger Flachsatteldachbau, Obergeschoss Blockbau, nach Norden Stall, Mitte 19. Jahrhundert. | D-2-76-128-74 | BW   |

### Schwarzhof
| Lage                    | Objekt      | Beschreibung                                                                                   | Akten-Nr.      | Bild |
| ----------------------- | ----------- | ---------------------------------------------------------------------------------------------- | -------------- | ---- |
| Schwarzhof 1 (Standort) | Gedenkkreuz | Schlanke bildstockartige Granitstele mit Gusseisenkruzifix, neugotisch, bezeichnet mit „1889“. | D-2-76-128-109 | BW   |

### Schweinberg
| Lage                     | Objekt     | Beschreibung | Akten-Nr.     | Bild       |
| ------------------------ | ---------- | --- | ------------- | ---------- |
| Schweinberg 1 (Standort) | Hofkapelle | Satteldachbau, dreiseitig geschlossen, Dachreiter mit Spitzhelm, erstes Viertel 19. Jahrhundert; mit Ausstattung. | D-2-76-128-75 | Hofkapelle |

### Sedlhof
| Lage                                                      | Objekt        | Beschreibung | Akten-Nr.      | Bild |
| --------------------------------------------------------- | ------------- | --- | -------------- | ---- |
| Hohe Stadläcker; Obersedlhofstraße; Sommerfeld (Standort) | Gedenkkreuz   | Bildstockartige Form mit Gusseisenkruzifix, Granit, bezeichnet mit „1896“.                                                                                         | D-2-76-128-107 | BW   |
| Sedlhof 1 (Standort)                                      | Weilerkapelle | Satteldachbau mit Dachreiter, halbrund geschlossen, erstes Viertel 19. Jahrhundert; mit Ausstattung.                                                               | D-2-76-128-77  | BW   |
| Sedlhof 3 1/2 (Standort)                                  | Gedenkkreuz   | Obeliskartige Stele mit Gusseisenkruzifix, Granit, bezeichnet mit „1886“; Gedenkstein mit polygonalem Schaft, neugotisch, Granit, viertes Viertel 19. Jahrhundert. | D-2-76-128-78  | BW   |
| Sedlhof 4 (Standort)                                      | Einfirsthof   | Zweigeschossiger Flachsatteldachbau mit zwei Giebelschroten, Blockbau, zum Teil massiv, erstes Viertel 19. Jahrhundert.                                            | D-2-76-128-76  | BW   |

### Tafertshof
| Lage                    | Objekt                        | Beschreibung                                                                   | Akten-Nr.     | Bild |
| ----------------------- | ----------------------------- | ------------------------------------------------------------------------------ | ------------- | ---- |
| Tafertshof 1 (Standort) | Heiliger Sebastian, Holzfigur | Farbig gefasst, barock, mit Konsole und neugotischem Baldachin; im Hausgiebel. | D-2-76-128-80 | BW   |

### Tanzstadl
| Lage                   | Objekt    | Beschreibung | Akten-Nr.     | Bild |
| ---------------------- | --------- | --- | ------------- | ---- |
| Tanzstadl 1 (Standort) | Türgerüst | Granit, zum Teil farbig gefasst, spätklassizistisch, bezeichnet mit „1850“; Halbfigur Gottvater, Holz, farbig gefasst, flankiert von zwei Bildtafeln, barock; im Giebel des Wohnstallhauses. | D-2-76-128-81 | BW   |

### Unterdornach
| Lage                                        | Objekt          | Beschreibung | Akten-Nr.     | Bild |
| ------------------------------------------- | --------------- | --- | ------------- | ---- |
| Bühl; in Dornach; Unterdornach 1 (Standort) | Weilerkapelle   | Satteldachbau mit Giebelreiter, halbrund geschlossen, bezeichnet mit „1861“; mit Ausstattung.                            | D-2-76-128-85 | BW   |
| Unterdornach 1 (Standort)                   | Stadel          | Ständerwerksbau mit Steildach, mit Verbretterung, giebelseitig zum Teil verschindelt, erstes Viertel 19. Jahrhundert.    | D-2-76-128-83 | BW   |
| Unterdornach 2 (Standort)                   | Kleinbauernhaus | Zweigeschossiger Flachsatteldachbau mit Trauf- und Giebelschrot, Obergeschoss Blockbau, drittes Viertel 19. Jahrhundert. | D-2-76-128-84 | BW   |

### Vorderau
| Lage                               | Objekt                            | Beschreibung | Akten-Nr.     | Bild |
| ---------------------------------- | --------------------------------- | --- | ------------- | ---- |
| Vorderau 5; in Vorderau (Standort) | Wohnstallhaus eines Dreiseithofes | Zweigeschossiger Flachsatteldachbau mit Giebel-Stangenschrot, Blockbau, zum Teil massiv, bezeichnet mit „1873“, im Kern älter; Traidkasten, Flachsatteldachbau mit Traufschrot, Blockbau, modern untermauert, erstes Viertel 19. Jahrhundert; Backofen, kleiner Steildachbau, Bruchstein, zum Teil Quader, erste Viertel 19. Jahrhundert. | D-2-76-128-89 | BW   |

### Wetterstein
| Lage                      | Objekt      | Beschreibung | Akten-Nr.     | Bild |
| ------------------------- | ----------- | --- | ------------- | ---- |
| Wetterstein 14 (Standort) | Waldlerhaus | Eingeschossiger Flachsatteldachbau mit Kniestock und Giebelschrot, Blockbau, nach Süden Stallstadel, Mitte 18. Jahrhundert; Traidkasten, Flachsatteldachbau mit Giebelschrot, geständerter Blockbau, Anfang 19. Jahrhundert; 1980 aus Einfürst (Gemeinde Bogen) transferiert; Traidkasten, Flachsatteldachbau mit Giebelschrot, geständerter Blockbau, 19. Jahrhundert. | D-2-76-128-12 | BW   |
| Wetterstein 27 (Standort) | Bauernhaus  | Breitgelagerter zweigeschossiger Flachsatteldachbau mit Traufschrot, Blockbau, nach Süden Stall, erstes Viertel 19. Jahrhundert. | D-2-76-128-11 | BW   |

### Wieshof
| Lage                                            | Objekt                                     | Beschreibung | Akten-Nr.     | Bild |
| ----------------------------------------------- | ------------------------------------------ | --- | ------------- | ---- |
| Mittelfeld bei Wieshof; Nähe Wieshof (Standort) | Hofkapelle                                 | Steildachbau, halbrund geschlossen, 1821; mit Ausstattung; Gedenkkreuz, bildstockartige Granitstele mit Gusseisenkruzifix, bezeichnet mit „1913“. | D-2-76-128-92 | BW   |
| Wieshof 1 (Standort)                            | Ehemaliger Traidkasten eines Dreiseithofes | Geständerter Blockbau, 17./18. Jahrhundert, später untermauert und nach Norden verlängert.                                                        | D-2-76-128-91 | BW   |

| Lage                 | Objekt                            | Beschreibung | Akten-Nr.     | Bild |
| -------------------- | --------------------------------- | --- | ------------- | ---- |
| Wieshof 1 (Standort) | Wohnstallhaus eines Einfirsthofes | Zweigeschossiger Flachsatteldachbau, Obergeschoss Blockbau, nach Osten Stall, erstes Viertel 19. Jahrhundert, Dach später; Traidkasten, Flachsatteldachbau mit Giebelschrot, geständerter Blockbau, zum Teil verschindelt, erste Hälfte 18. Jahrhundert. | D-2-76-128-93 | BW   |

### Windsprach
| Lage                    | Objekt                    | Beschreibung                                                                        | Akten-Nr.     | Bild |
| ----------------------- | ------------------------- | ----------------------------------------------------------------------------------- | ------------- | ---- |
| Windsprach 5 (Standort) | Geißelchristus, Holzfigur | Farbig gefasst, wohl zweite Hälfte 19. Jahrhundert; giebelseitig an Halbrundnische. | D-2-76-128-94 | BW   |

### Winklern
| Lage                   | Objekt                     | Beschreibung | Akten-Nr.     | Bild |
| ---------------------- | -------------------------- | --- | ------------- | ---- |
| Winklern 6 (Standort)  | Waldlerhaus                | Mit Blockbau-Oberteil und Giebelschrot, mittleres 19. Jahrhundert.                                                                              | D-2-76-128-97 | BW   |
| Winklern 9 (Standort)  | Einfirsthof                | Zweigeschossiger Flachsatteldachbau mit Kniestock, Blockbau, nach Süden Stall und Stadel, erste Hälfte 19. Jahrhundert, Dach später.            | D-2-76-128-96 | BW   |
| Winklern 10 (Standort) | Wohnteil eines Einzelhofes | Zweigeschossiger Flachsatteldachbau mit verschaltem Giebelschrot, Blockbau, erste Hälfte 19. Jahrhundert, später mit Ziegelmauerwerk erweitert. | D-2-76-128-98 | BW   |

### Zahrmühle
| Lage                   | Objekt          | Beschreibung                                                                                    | Akten-Nr.      | Bild |
| ---------------------- | --------------- | ----------------------------------------------------------------------------------------------- | -------------- | ---- |
| Zahrmühle 1 (Standort) | Ehemalige Mühle | Hauptgebäude, zweieinhalbgeschossiger Flachsatteldachbau, bezeichnet mit „1861“, im Kern älter. | D-2-76-128-100 | BW   |

## Ehemalige Baudenkmäler
In diesem Abschnitt sind Objekte aufgeführt, die früher einmal in der Denkmalliste eingetragen waren, jetzt aber nicht mehr. Objekte, die in anderem Zusammenhang – also z. B. als Teil eines Baudenkmals – weiter eingetragen sind, sollen hier nicht aufgeführt werden. Aktennummern in diesem Abschnitt sind ehemalige, jetzt nicht mehr gültige Aktennummern.
| Lage                                        | Objekt                                             | Beschreibung | Akten-Nr.     | Bild |
| ------------------------------------------- | -------------------------------------------------- | --- | ------------- | ---- |
| Altaitnach 2 (Standort)                     | Ausnahmshaus des Kirchenbauern                     | Obergeschoss-Blockbau mit Giebelschrot, nach Mitte 19. Jahrhundert.                                                    | D-2-76-128-13 | BW   |
| Berging 4 (Standort)                        | Einfirsthof                                        | Obergeschoss-Blockbau, erste Hälfte 19. Jahrhundert.                                                                   | D-2-76-128-82 | BW   |
| Dörfl Dörfl 6 (Standort)                    | Zugehöriger kleiner Einfirsthof                    | Mit Blockbau-Obergeschoss, drittes Viertel 19. Jahrhundert, Dach später.                                               | D-2-76-128-24 | BW   |
| Dörfl Dörfl 44 (Standort)                   | Einfirsthof                                        | Zweigeschossiger Satteldachbau, Obergeschoss Blockbau, nach Westen Stall und Stadel, erstes Viertel 19. Jahrhundert.   | D-2-76-128-26 | BW   |
| Gsteinach 1 (Standort)                      | Kleiner Einfirsthof                                | Waldlerhaus, Blockbau, im Kern noch 18. Jahrhundert, Dach später.                                                      | D-2-76-128-31 | BW   |
| Flur Hornhof; Hornhof 2 (Standort)          | Hofkapelle                                         | Quaderbau mit Dachreiter, um 1900; mit Ausstattung.                                                                    | D-2-76-128-45 | BW   |
| Kammeraitnach (Standort)                    | Bildstock                                          | Gusseiserne Kreuzgruppe auf Steinsockel, bezeichnet mit „1890“.                                                        | D-2-76-128-47 | BW   |
| Kammeraitnach 2 (Standort)                  | Zugehöriges Ausnahmshaus mit Blockbau-Obergeschoss | Drittes Viertel 19. Jahrhundert, Dach später.                                                                          | D-2-76-128-46 | BW   |
| Liebhof 1 (Standort)                        | Hauskapelle im Bauernhaus                          | 18./19. Jahrhundert; mit Ausstattung.                                                                                  | D-2-76-128-53 | BW   |
| Obergrößling 1 (Standort)                   | Zugehöriger Flachdachstadel                        | Verschalter Ständerbau, nach Mitte 19. Jahrhundert.                                                                    | D-2-76-128-59 | BW   |
| Obersteinbühl Flur Obersteinbühl (Standort) | Ausnahmhaus eines ehemaligen Vierseithofes         | Zweigeschossiger Flachsatteldachbau mit Kniestock und Schroten, Obergeschoss Blockbau, erstes Viertel 19. Jahrhundert. | D-2-76-128-62 | BW   |
| Rechertsried 9 1/2 (Standort)               | Zugehöriger Blockbau-Traidkasten                   | Nach Mitte 19. Jahrhundert.                                                                                            | D-2-76-128-70 | BW   |
| Rieglkopf 2 (Standort)                      | Zugehöriger Blockbau-Traidboden                    | Drittes Viertel 19. Jahrhundert; kleiner eingeschossiger Blockbau, 18./19. Jahrhundert.                                | D-2-76-128-72 | BW   |
| Stein 4 (Standort)                          | Waldlerhaus                                        | Offener Blockbau mit Giebelschrot, erste Hälfte 18. Jahrhundert.                                                       | D-2-76-128-79 | BW   |
| Unterriedl 1 (Standort)                     | Wohnstallhaus eineinhalbgeschossig                 | Mit Blockbau-Oberteil, erste Hälfte 19. Jahrhundert; verschalter Flachdach-Stadel, Mitte 19. Jahrhundert.              | D-2-76-128-88 | BW   |
| Vorderau 6 (Standort)                       | Wohnteil eines Bauernhofes                         | Obergeschoss-Blockbau mit umlaufendem Brettbaluster-Schrot, Anfang 19. Jahrhundert.                                    | D-2-76-128-90 | BW   |
| Nähe Winklern (Standort)                    | Einfirsthof                                        | Offener Blockbau, mit verbrettertem Giebelschrot, nach Mitte 19. Jahrhundert, Dach später.                             | D-2-76-128-99 | BW   |
| Winklern 5 (Standort)                       | Waldlerhaus                                        | Blockbau mit Giebelschrot, bezeichnet mit „1833“.                                                                      | D-2-76-128-95 | BW   |